# Khas

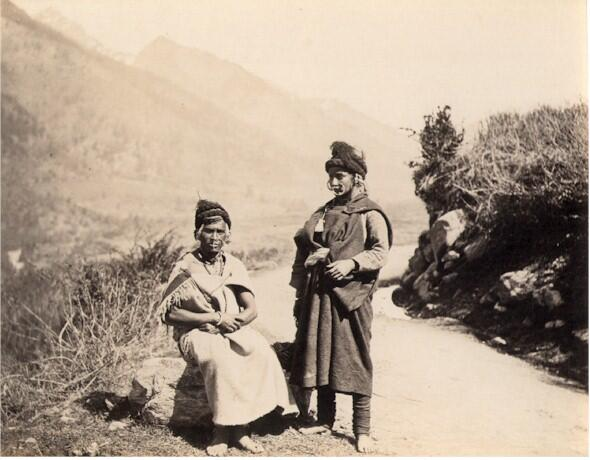
Donne Khas nel 1880

I Khas sono un gruppo etno-linguistico indo-iranico originario dell'Asia meridionale, tra il Nepal e le attuali regioni del Kumaon, Divisione del Garhwal e del Himachal Pradesh nell'India settentrionale. Le popolazioni Khas parlano la lingua Khas. Sono anche conosciuti come Parbatiyas, Parbates e Paharis / Pahades. Il termine Khas ora è diventato obsoleto, poiché il popolo Khas ha adottato identità comuni come Chhetri e Bahun, Garhwali, Kumaoni, Dogra, Kami, Himachali a causa degli stereotipi negativi associati al termine Khas.